# Eusebio Bosch i Humet
Eusebio Bosch i Humet (Barcelona, 27 de octubre de 1860-Barcelona, 12 de enero de 1948) fue un compositor, pianista y violinista.

## Biografía

### Familia e infancia
Eusebio Bosch i Humet nació el 27 de octubre de 1860 en la localidad de Barcelona, aunque sus padres, el músico y profesor José Juan Bosch Mimó y Rosa Humet, residían en Sabadell, localidad a la que regresaron unos días después del nacimiento de su hijo. Eusebio era además nieto de Fidel Bosch y Llonch, también músico y conocido con el seudónimo de Fatxenda por ser fundador de la orquesta Els Fatxendes, que gozaba de reconocida fama en Cataluña.

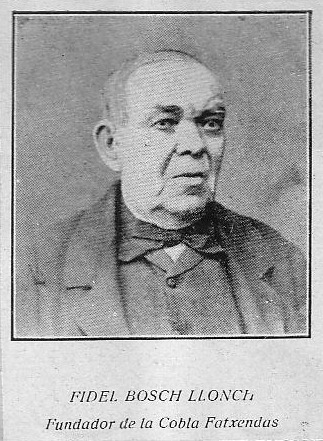
Fidel Bosch i Llonch, abuelo de Eusebio.

Cuatro años más tarde, en vistas de las aptitudes musicales de Eusebio, la familia se trasladó a Barcelona para favorecer el desarrollo de su educación musical. Su primer profesor de solfeo fue su padre, y a los nueve años Eusebio ya era capaz de leer partituras, aun totalmente desconocidas, en cualquiera de las siete claves musicales. Recibió también lecciones de su abuelo Fidel Bosch, que era profesor de música en el colegio de los Padres Escolapios de Sabadell y director de una sociedad coral en la misma ciudad. Su primer profesor de piano fue Josep Teodor Vilar, y posteriormente continuó sus estudios con Josep Maria Arteaga, así como los de violín con Domènec Sánchez Deyà. Sin embargo, mientras estudiaba en la escuela de San Antoni Abad, donde cantaba en las funciones religiosas, se inclinaba todavía por seguir la carrera de médico. 
A los quince años ya se ganaba la vida tocando en diversas orquestas pequeñas por pueblos cercanos a Barcelona; pero, en pos de más altas aspiraciones, entra como violín segundo en la Orquesta de Ópera del Teatro Principal. Entretanto, sigue perfeccionado su dominio del piano con Carles Vidiella, y, al mismo tiempo, cursa los estudios de armonía con el flautista y compositor Joan Escalas y después con Gabriel Balart.

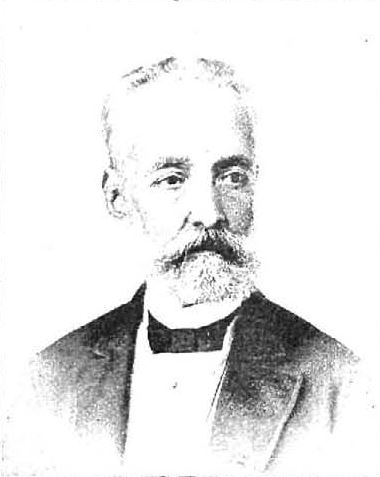
Gabriel Balart i Crehuet, primer profesor de composición de Eusebio.

Corría el año 1877 cuando, mientras tocaba el violín en la Orquesta del Teatro de Verano Massini, el director le invitó a dirigir por primera vez la orquesta. Dirigió, en efecto, una zarzuela catalana titulada La Guardiola, empeño del cual salió muy airoso. Pero su vocación se encaminaba más hacia la composición, y por ello —según explica en sus propias memorias— se atrevió a instrumentar una de sus primeras composiciones para presentarla a su maestro, Gabriel Balart, con quien nunca había tratado la disciplina compositiva. Balart, molesto, le preguntó con quién había estudiado a sus espaldas para alcanzar semejante nivel, a lo cual Eusebio respondió que no había hecho tal cosa, sino que se limitaba a observar cómo estaban escritas las piezas con las que estudiaba y la función que desempeñaban los diversos instrumentos en las composiciones de los grandes maestros. Ante esta respuesta, Balart solamente pudo replicar que esos eran sin duda los mejores profesores.

### Primeros años en la música

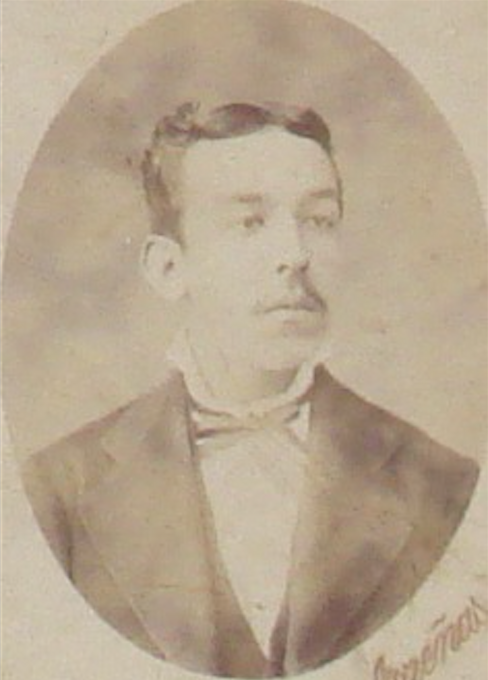
Eusebio, con 18 años.

Cuando se fundó la primera Sociedad de Conciertos de Barcelona en 1880, Eusebio Bosch formaba parte de la orquesta como segundo violín de segunda clase. El concierto inaugural fue dirigido por el reconocido violinista Jesús de Monasterio. Más tarde, para cubrir la vacante de primer violín de primera clase se convocaron unas oposiciones a las que Eusebio concurrió. El jurado estaba integrado, entre otros, por el propio Jesús de Monasterio, Gabriel Balart y Claudio Martínez Imbert. Dado que una de las piezas del repertorio que quería presentar ya había sido tocada por otro opositor, decidió componer una obra propia la noche anterior al examen, y la ejecutó al día siguiente con acompañamiento de piano. Tanto la obra como la interpretación sorprendieron por su calidad y le valieron la obtención de la plaza. Posteriormente, esta misma obra sería premiada con la medalla de oro de un Certamen Musical celebrado en Hainaut (Bélgica). Concibió Eusebio el proyecto de ir a estudiar a Bruselas, pero hubo de abandonarlo cuando, el 20 de abril de 1882, muere su padre y él queda a cargo de la familia.
Entre sus amigos de aquellos años cabe destacar al tenor Julián Gayarre y al pianista y compositor Isaac Albéniz, quien le pidió que preparase a los cantantes para el estreno de su ópera “Henry Clifford”. Otro tanto le pediría Amadeu Vives para el estreno de su ópera “Euda d’Uriach” en el Teatro Novedades de Barcelona. En aquella época Eusebio vivía en Sabadell, de modo que no tenía más remedio que desplazarse continuamente para asistir a los ensayos en Barcelona.
En 1883, un médico de Barbastre llega a Barcelona en busca de un maestro de música para su población, y orientado por diversas recomendaciones se pone en contacto con Eusebio. Como consecuencia de este encuentro, Eusebio se traslada con su madre y su hermano a Barbastre, donde, además de ejercer sus funciones como maestro de música, realiza diversas actividades: tocar el piano en el Casino “La Unión”, impartir clases, enseñar en el seminario y dirigir zarzuelas cuando compañías de ese género pasan por la ciudad. En Barbastre contrae matrimonio, el 17 de agosto de 1885, con Elena Bierge Miralbés, y allí también escribe su Misa de Gloria en sol mayor (op. 26) para cuatro voces masculinas, coro y quinteto de cuerda, así como la obra Betharram (op. 39) para coro, cuatro voces y soprano, que fue premiada en Manresa en agosto de 1883.

### Madurez
En 1888 es contratado como violín concertino para la temporada de ópera del Teatro Principal de Mallorca, donde escribiría la Polonesa de concierto (op.35) para su amigo Joan Goulay también la romanza Il mio canto (op. 36), dedicada al tenor de la compañía, Napoleone Gnone. En ese mismo teatro hará además su debut oficial como director operístico con Roberto il diabolo de Meyerbeer. Eusebio Bosch compuso el Himno de la Exposición Universal de Barcelona del año 1888, y por aquella época fue contratado asimismo como director para las temporadas de Gerona, Valencia, Alicante, Cartagena y Murcia, entre otras ciudades.

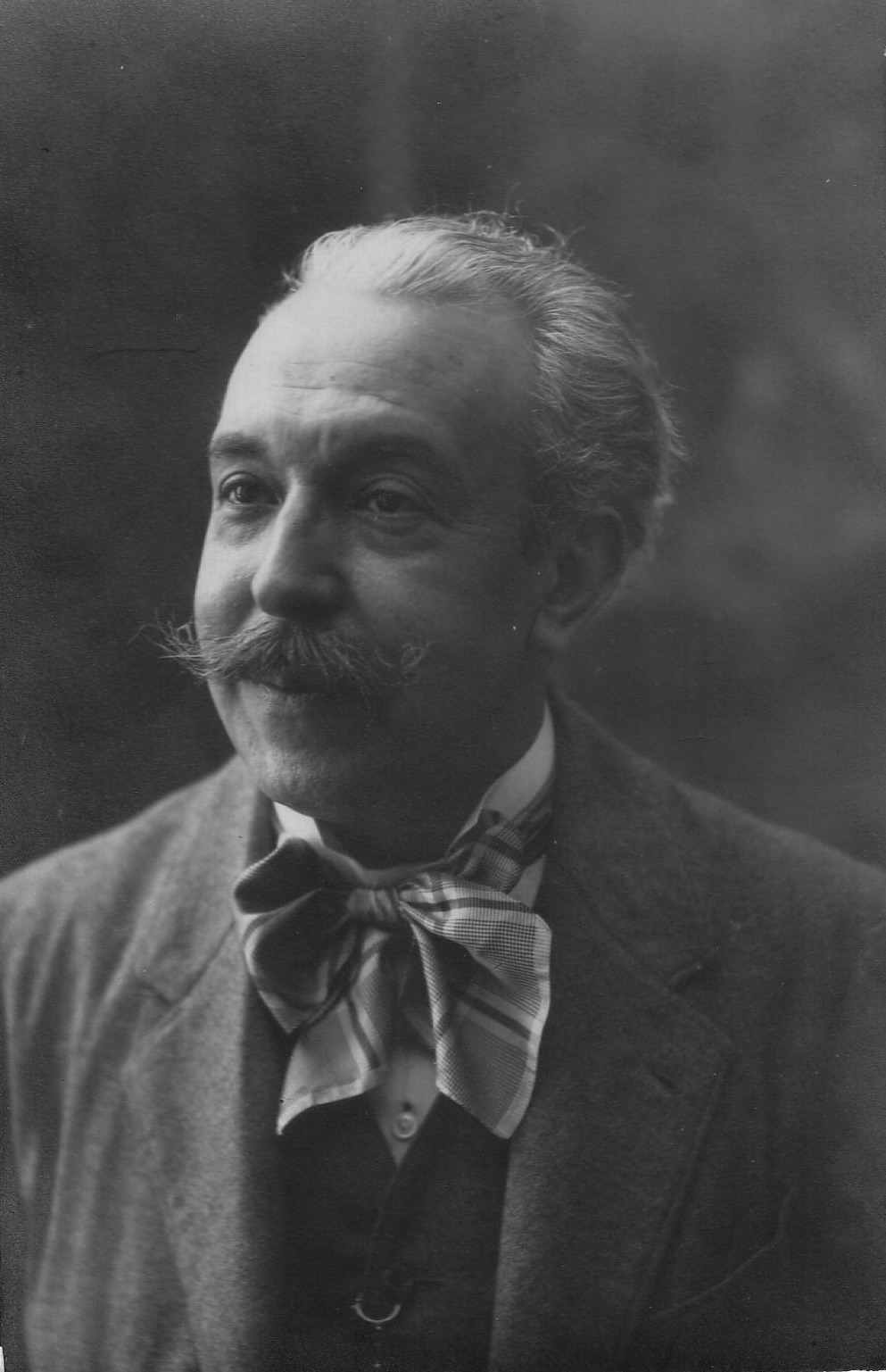
Eusebio Bosch, en los años 1910s.

Del 1893 al 1896 dirige el coro “La Americana”, y en el año 1905 se hace cargo del coro “Catalunya Nova”, fundado por Enric Morera. Acompaña al piano a diversos cantantes de renombre, como Francesc Viñas (en su debut con la obra Virreina), y dirige la orquesta en el debut de las sopranos Josefina Huguet y Mercè Capsir, así como de otros cantantes que serían alumnos suyos, como Ramón Blanchart y Raimon Torres.
La producción musical de Eusebio Bosch i Humet, muy extensa, abarca un amplio repertorio en múltiples géneros: lírico (incluido el lied), coral, sacro, sinfónico, camerístico e instrumental para piano. Se caracteriza además por la búsqueda en las raíces de la música popular catalana y de diversos países centroeuropeos. Bosch recibió importantes premios y distinciones. Cabe destacar especialmente su papel de impulsor de la escuela municipal de música de Sabadell, cuya plaza de director ganó y aceptó, por recomendación de los médicos, con el fin de trasladar a esa población a su hijo Luis, para quien el clima de Barcelona no era favorable. La escuela, que se encontraba en un estado lamentable y contaba apenas con dieciséis alumnos, recibió nuevos ímpetus de Eusebio Bosch, quien al poco tiempo de asumir sus funciones tuvo que pedir al Ayuntamiento que cerrase la admisión por exceso de alumnado. En agosto de 1894 pudo presentar la banda municipal formada por chicos que no pasaban de los dieciséis años, todos ellos matriculados en la escuela.
De Sabadell marcha a Vic, donde gana las oposiciones para la escuela municipal de música de esta ciudad. Durante su estancia en esa región trabaja activamente y en pueblos como Sant Joan de Vilatorta y Les Guilleries emprende investigaciones sobre las canciones populares locales, que él armoniza para voz y piano y que serán publicadas por la revista modernista L’Avenç con prólogo de su amigo Aureli Capmany. En ese mismo contexto musical, compone con motivos tradicionales catalanes la sinfonía Guilleries (op. 92). A finales de diciembre de 1899, vuelve a Barcelona por consejo del médico, ya que el clima de Vic no es favorable para la salud de su esposa.
El 20 de mayo de 1902, consigue la plaza de profesor de música en la Escuela Municipal de Ciegos de Barcelona, institución en la que enseña solfeo superior, piano, armonio, armonía, conjuntos, etc. Ocho años después de entrar en esa escuela, cuando le correspondía ocupar el cargo de director a raíz de la jubilación de quien lo ocupaba entonces, la plaza fue otorgada a una persona de tendencias radicales, lo que deja traslucir motivaciones políticas en esa decisión. Pese a ello, Bosch continúa ejerciendo allí su labor docente hasta 1933, año en el que se jubila.

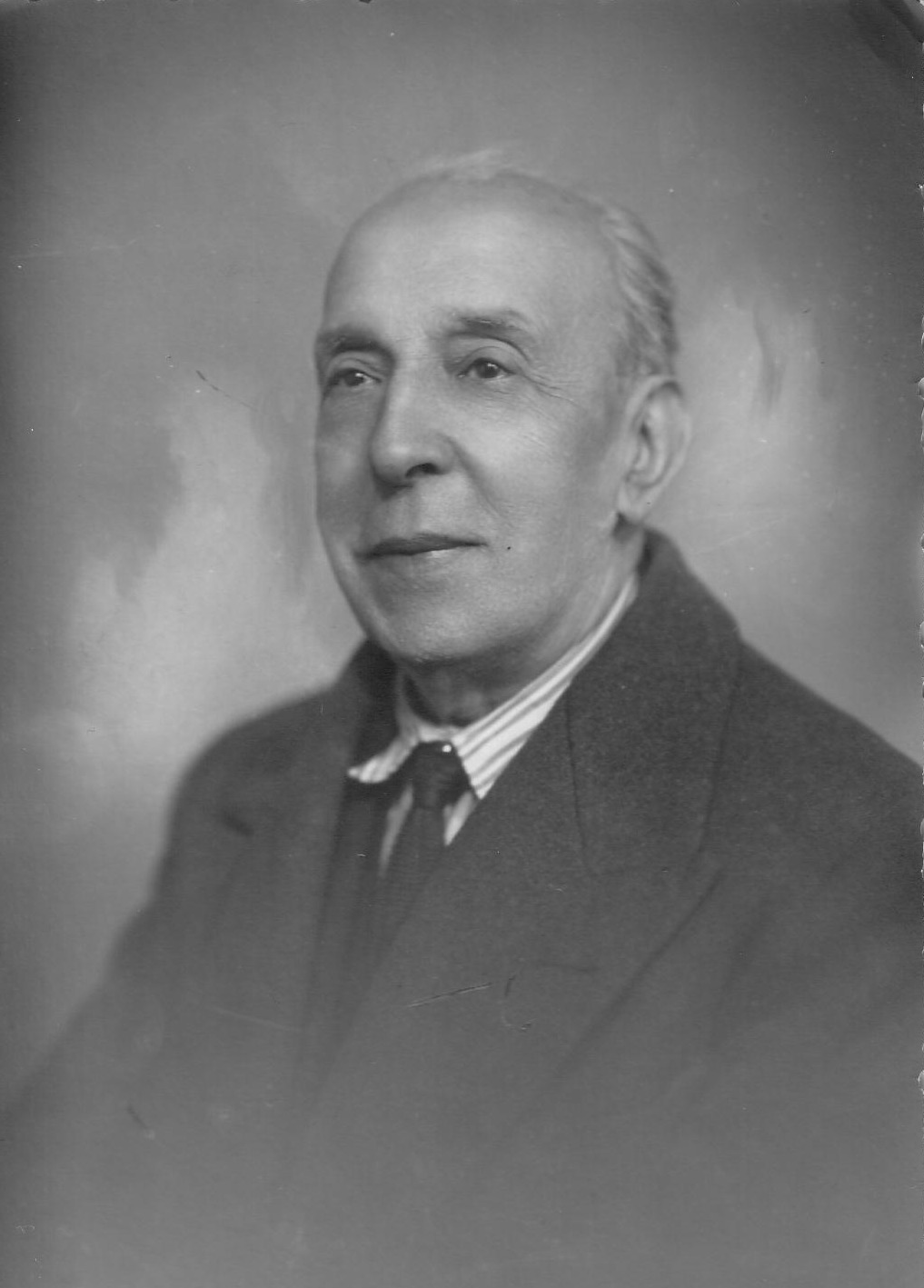
Eusebio en los años 1930s.

### Últimos años y muerte

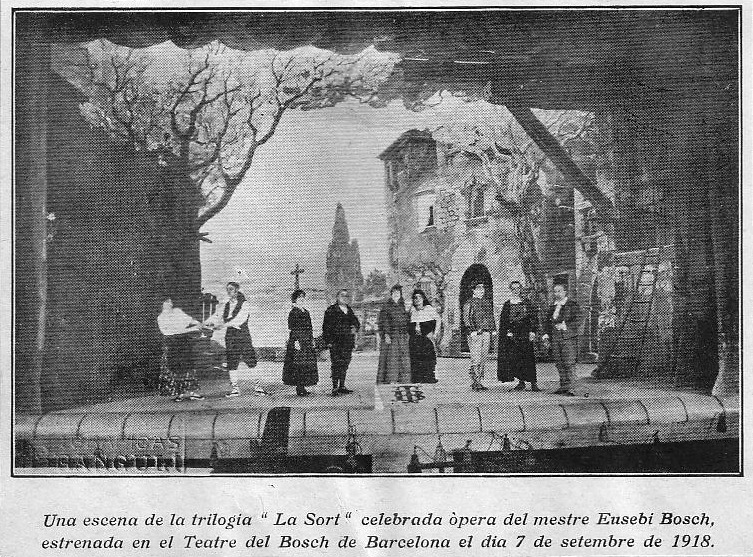
Escena de la obra La Sort, estrenada en 1918.

En la Escuela Municipal de Ciegos de Barcelona compaginó su trabajo como profesor con el de traductor al lenguaje Braille. En esa Escuela, el maestro Bosch vertió al sistema Braille ciento veintitrés volúmenes de obras literarias y musicales. También pronunció numerosas conferencias especialmente dedicadas a los ciegos, que una editorial de Madrid empezó a editar en volúmenes profusamente ilustrados. El primero de ellos se tituló Organografía General de todos los instrumentos musicales, y estaba ilustrado por ciento diecinueve dibujos de instrumentos antiguos. No fue posible editar más números debido a la carestía de papel provocada por la Gran Guerra. Los apuntes manuscritos del segundo volumen se conservan en el archivo de la Associació Musical de Mestres Directors junto con los manuscritos de la mayor parte de la producción musical de Eusebio Bosch.
El 7 de septiembre de 1918, Bosch estrena la trilogía La sort, obteniendo un éxito notable de público y prensa. La primera parte, titulada Epitalami, fue comparada por los críticos, en vigor teatral y belleza musical, a la ópera Cavalleria Rusticana de Pietro Mascagni. Siguieron a esta otras óperas, como El fill de Crist en tres actos y Febo, esta última de gran valor a juicio de eminentes maestros.
Como director hizo giras por toda España al frente de compañías de ópera y zarzuela. Hombre de teatro por temperamento e inclinación, conocía como pocos, la vida escénica, y en reconocimiento de esas competencias fue nombrado miembro del Comité en pro del Teatro Lírico Catalán. A mediados del 1936, el consejo de la Agrupación Española de Maestros Directores y Concertadores aprueba el acta que nombra a Eusebio Bosch Socio Honorario.   
El 3 de mayo de 1943, el músico hacía llegar a esta institución una carta en la que le comunicaba que legaba a los fondos de la Agrupación todas sus obras musicales y también las que poseía de otros músicos. En un acto de homenaje póstumo celebrado el 7 de marzo de 1948, se nombró oficialmente a Bosch Socio de Honor de la Agrupación. 
Eusebio Bosch i Humet murió en Barcelona el 12 de enero de 1948. El legado de sus obras se conserva actualmente en el archivo de la Associació Musical de Mestres Directors, y se puede consultar en la web de la asociación.